# Dolenjski list
Dolenjski list ist eine seit dem Jahre 1950 in Novo mesto immer donnerstags erscheinende Wochenzeitung, die vor allem die Regionen: Dolenjska (Unterkrain), Posavje, Kočevje-Ribnica und Bela krajina (Weißkrain) versorgt. Politisch ist die Zeitung unabhängig. Ihre politische Ausrichtung reicht von liberal-konservativ bis durchaus linksliberal. Die gedruckte Ausgabe und die Online-Ausgaben (lokalno.si und dolenjskilist.si) erreichen zusammen nach eigenen Angaben etwa 63.000 Leser (= Reichweite). Die Druckausgabe umfasst regelmäßig etwa 40 mehrfarbige Seiten und die Auflage ist etwa 11.000 Zeitungen.
Seit dem Jahre 2002 wird der Zeitung in der letzten Monatswoche die Beilage „Živa“ (deutsch: „die Lebendige“) beigefügt (Umfang: ca. 40 Seiten) und seit dem Jahre 2005 die wöchentlich Beilage „Dolenjske novice“ mit Beiträgen aus der Region Unterkrain. „Živa“ behandelt in Magazinform das Thema Leben mit Beiträgen über das Ernährung, Erziehung, Gesundheit und Krankheiten, Kuren, Mode aber auch Immigranten, Ethnologie, Feiertage, Medikamente, Handarbeiten, Altern, Haustiere, Kunst und Kultur usw.
Berichtet wird vor allem über Lokalpolitik aus den einzelnen oben aufgeführten Regionen und den dortigen Gemeinden, Wirtschaft, Landwirtschaft, Tourismus, Kultur, Bildung, Sport, Gesellschaft und Gerichtsverfahren. Leserbriefen und öffentlichen Diskussionen wird ein verhältnismäßig großer Platz eingeräumt. Üblicherweise gibt es die folgenden Unterrubriken: Umfrage zu einem aktuellen Thema, "Der Fehdehandschuh" wo eine öffentliche Person oder Institution (Behörde) zu einem Thema kritisch befragt wird, Ausflugsempfehlung, Rezept, Empfehlungen zum Weinanbau, Fernsehprogramm, Aviso (Veranstaltungskalender) und Kinoprogramm, sowie Kleinanzeigen. Es gibt auch regelmäßig Glossen aus den Regionen, in denen aktuelle Ereignisse satirisch aufs Korn genommen werden. Es gibt auch ein Kreuzworträtsel, einen geschichtlichen Beitrag und einen kleinen Artikel, in dem ein Schandfleck (z. B. ein verfallenes Gebäude oder problematische Straßenschäden) problematisiert wird.
Insgesamt wird versucht, eine überraschend kritisch-ausgewogene und informative Zeitung für das mehr rural geprägte Gebiet von Unterkrain zusammenzustellen, in denen vor allem auch Bürgerbelange nicht zu kurz kommen.